# Arquidiócesis de Hyderabad
La arquidiócesis de Hyderabad (en latín: Archidioecesis Hyderabadensis y en inglés: Roman Catholic Archdiocese of Hyderabad) es una circunscripción eclesiástica de la Iglesia católica en India. Se trata de una arquidiócesis latina, sede metropolitana de la provincia eclesiástica de Hyderabad. Desde el 19 de noviembre de 2020 su arzobispo es el cardenal Anthony Poola.

## Territorio y organización

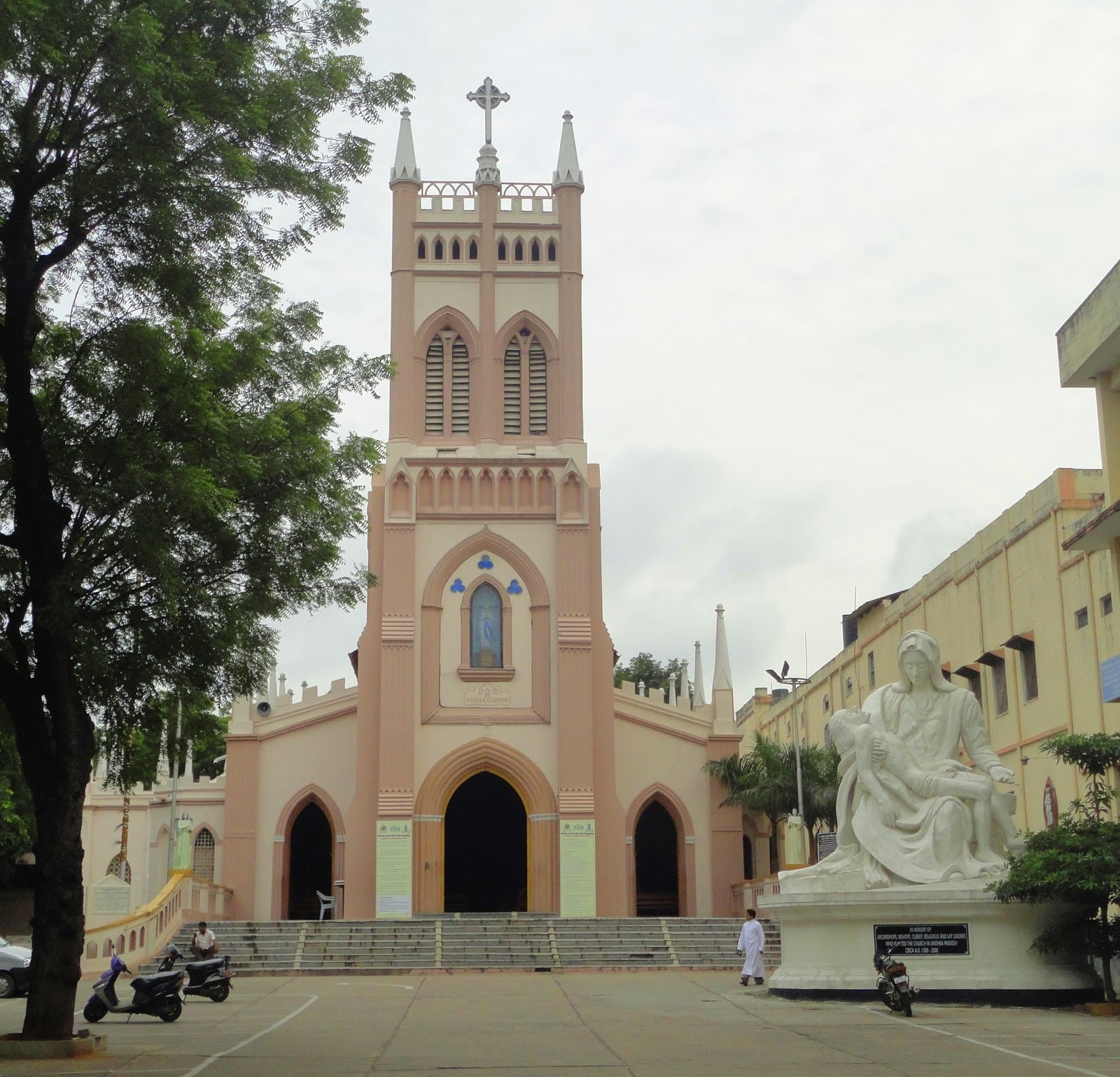
Basílica menor de Nuestra Señora de la Asunción, en Secunderabad

La arquidiócesis tiene 30 814 km² y extiende su jurisdicción sobre los fieles católicos de rito latino residentes en el estado de Telangana en los distritos de: Hyderabad, Rangareddy, Medak y Nizamabad.

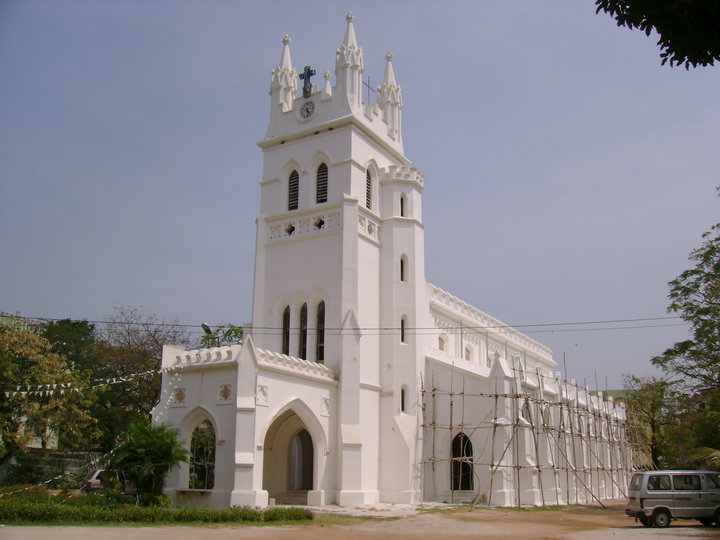
Iglesia de San Jorge, edificada en 1844, es la más antigua de Hyderabad

La sede de la arquidiócesis se encuentra en la ciudad de Hyderabad, en donde se halla la Catedral de San José. En Secunderabad se encuentra la basílica menor de Nuestra Señora de la Asunción.
La arquidiócesis tiene como sufragáneas a las diócesis de: Cuddapah, Khammam, Kurnool, Nalgonda, Warangal y a la eparquía de Adilabad.
En 2021 en la arquidiócesis existían 101 parroquias agrupadas en 12 decanatos: Bowenpally, Emjala, Gagillapuram, Gajwel, Hyderabad, Nizamabad, Ramanthapur, Sangareddy, Secunderabad, Shamshabad, Trimulgherry y Vikarabad. 

## Historia
El vicariato apostólico de Hyderabad fue erigido el 20 de mayo de 1851 en virtud del breve Ad universalis Ecclesiae del papa Pío IX, obteniendo el territorio del vicariato apostólico de Madrás (ahora arquidiócesis de Madrás y Meliapor). Con este breve, Pío IX confirmaba la decisión de erigir el nuevo vicariato apostólico que ya había sido tomada por el papa Gregorio XVI el 16 de marzo de 1845.
El 1 de septiembre de 1886 el vicariato apostólico fue elevado a diócesis con la bula Humanae salutis del papa León XIII. El 7 de junio de 1887, con el breve Post initam, se estableció la provincia eclesiástica de la arquidiócesis de Madrás, de la que Hyderabad era una de las sufragáneas.
Posteriormente, cedió en varias ocasiones porciones de su territorio para la erección de nuevos distritos eclesiásticos:
- la misión sui iuris de Bellary (hoy diócesis de Bellary) el 15 de junio de 1928 mediante el breve Venerabilis frater del papa Pío XI;[4]
- la misión sui iuris de Bezwada (hoy diócesis de Vijayawada) el 10 de enero de 1933 mediante el breve Christi regno di papa Pío XI;[5]
- la diócesis de Warangal el 22 de diciembre de 1952 mediante la bula Cum de Hyderabadensi del papa Pío XII.[6] (en latín)

El 19 de septiembre de 1953 la diócesis fue elevada al rango de arquidiócesis metropolitana con la bula Mutant res del papa Pío XII.
Posteriormente cedió otras porciones de territorio para la erección de nuevos distritos eclesiásticos:
- la diócesis de Nalgonda el 31 de mayo de 1976 mediante la bula Animarum utilitati del papa Pablo VI;[8]
- la diócesis de Aurangabad el 17 de diciembre de 1977 mediante la bula Qui arcano del papa Pablo VI;[9]
- la diócesis de Gulbarga el 24 de junio de 2005 mediante la bula Cum petitum esset del papa Benedicto XVI.[10]

## Estadísticas
Según el Anuario Pontificio 2022 la arquidiócesis tenía a fines de 2021 un total de 118 180 fieles bautizados.
| Año                                                                             | Población            | Población  | Población      | Sacerdotes | Sacerdotes    | Sacerdotes    | Bautizados por sacerdote | Diáconos permanentes | Religiosos | Religiosos | Parroquias |
| Año                                                                             | Bautizados católicos | Total      | % de católicos | Total      | Clero secular | Clero regular | Bautizados por sacerdote | Diáconos permanentes | Varones    | Mujeres    | Parroquias |
| ------------------------------------------------------------------------------- | -------------------- | ---------- | -------------- | ---------- | ------------- | ------------- | ------------------------ | -------------------- | ---------- | ---------- | ---------- |
| 1950                                                                            | 44 294               | 8 000      | 0.6            | 49         | 19            | 30            | 903                      |                      | 9          | 286        | 30         |
| 1970                                                                            | 35 336               | 9 853 852  | 0.4            | 45         | 32            | 13            | 785                      |                      | 40         | 372        | 19         |
| 1980                                                                            | 38 787               | 11 160 000 | 0.3            | 87         | 35            | 52            | 445                      |                      | 93         | 490        | 36         |
| 1990                                                                            | 66 469               | 12 500 000 | 0.5            | 141        | 73            | 68            | 471                      |                      | 123        | 671        | 42         |
| 1999                                                                            | 84 040               | 11 000     | 0.8            | 204        | 95            | 109           | 411                      |                      | 161        | 612        | 69         |
| 2000                                                                            | 89 700               | 12 370 000 | 0.7            | 207        | 99            | 108           | 433                      |                      | 170        | 900        | 72         |
| 2001                                                                            | 87 541               | 12 370 000 | 0.7            | 198        | 82            | 116           | 442                      |                      | 167        | 792        | 72         |
| 2002                                                                            | 86 009               | 12 370 000 | 0.7            | 300        | 88            | 212           | 286                      |                      | 261        | 912        | 72         |
| 2003                                                                            | 87 592               | 12 172 000 | 0.7            | 221        | 86            | 135           | 396                      |                      | 191        | 821        | 77         |
| 2004                                                                            | 90 354               | 13 012 000 | 0.7            | 224        | 93            | 131           | 403                      |                      | 183        | 807        | 77         |
| 2006                                                                            | 89 900               | 12 099 000 | 0.7            | 233        | 90            | 143           | 385                      |                      | 186        | 769        | 72         |
| 2013                                                                            | 114 800              | 13 195 000 | 0.9            | 297        | 126           | 171           | 386                      |                      | 258        | 1034       | 94         |
| 2016                                                                            | 110 777              | 13 716 000 | 0.8            | 308        | 128           | 180           | 359                      |                      | 264        | 1008       | 95         |
| 2019                                                                            | 117 540              | 14 092 810 | 0.8            | 265        | 128           | 137           | 443                      |                      | 191        | 990        | 100        |
| 2021                                                                            | 118 180              | 14 389 270 | 0.8            | 221        | 118           | 103           | 534                      |                      | 136        | 1373       | 101        |
| Fuente: Catholic-Hierarchy, que a su vez toma los datos del Anuario Pontificio. |                      |            |                |            |               |               |                          |                      |            |            |            |

## Episcopologio
- Daniel Murphy † (20 de mayo de 1851-14 de noviembre de 1865 nombrado obispo coadjutor de Hobart)
  - Sede vacante (1865-1870)
- Domenico Barbero, P.I.M.E. † (18 de enero de 1870-18 de octubre de 1881 falleció)
- Pietro Caprotti, P.I.M.E. † (28 de febrero de 1882-2 de junio de 1897 falleció)
- Pietro Andrea Viganò, P.I.M.E. † (25 de octubre de 1897-11 de mayo de 1909 renunció[nota 1])
- Dionigi Vismara, P.I.M.E. † (11 de mayo de 1909-19 de febrero de 1948 renunció[nota 2])
  - Sede vacante (1948-1950)
- Alfonso Beretta, P.I.M.E. † (23 de diciembre de 1950-8 de enero de 1953 nombrado obispo de Warangal)
- Joseph Mark Gopu † (8 de enero de 1953-28 de febrero de 1971 falleció)
- Saminini Arulappa † (6 de diciembre de 1971-29 de enero de 2000 retirado)
- Marampudi Joji † (29 de enero de 2000-27 de agosto de 2010 falleció)
- Thumma Bala (12 de marzo de 2011-19 de noviembre de 2020 retirado)
- Anthony Poola, desde el 19 de noviembre de 2020